# Борис Гаганелов
Борис Атанасов Гаганелов (буг. Борис Aтанасов Гаганелов; Петрич, 7. октобар 1941 — Софија, 5. јун 2020) био је бугарски фудбалер.

## Клупска каријера
Рођен је 7. октобра 1941. године у Петричу. Играо је на позицији одбрамбеног играча. У детињству је тренирао рвање, одбојку и атлетику. Фудбал је почео да тренира тек са 15 година, а са 16 година већ је био део јуниорске екипе Беласице (Петрич). Потом је заиграо за први тим и привукао пажњу стручног штаба ЦСКА из Софије.
У јануару 1960. Гаганелов је прешао у ЦСКА, првобитно је био део резервног тима. Званично је дебитовао за први тим на јесен сезоне 1960/61. У следећој сезони се етаблирао као кључни играч у тиму. У ЦСКА је остао до лета 1974. За клуб је одиграо 350 утакмица и постигао 2 гола у првенству. Седмоструки првак Бугарске и шестоструки освајач државног купа. Проглашен је за „Почасног мајстора спорта“ од 1965. године. Такође је забележио 36 мечева у европским такмичењима - 30 у Купу европских шампиона и 6 у Купу победника купова. Са екипом ЦСКА је стигао до полуфинала у Купу шампиона у сезони 1966/67.

## Репрезентативна каријера
За репрезентацију Бугарске је дебитовао 1963. године. Између 1963. и 1970, Гаганелов је одиграо 51 утакмицу за национални тим. Године 1966. постављен је за капитена Бугарске, а на укупно 29 мечева водио је тим као капитен.
Учествовао је на Светском првенству 1966 у Енглеској (3 меча) и Светском првенству 1970 у Мексику (1 меч).

## Тренерска каријера
После завршетка каријере 1974. године, Гаганелов је почео да ради као тренер у омладинској школи ЦСКА. Године 1975. постављен је за помоћника првог тима Сергију Јоцову. Касније је радио као помоћник Николе Ковачева.
Био је тренер екипе ПФК Шумен, Армејец (Софија), помоћни тренер у ЦСКА (1993-1994) и помоћни тренер Бугарске (1980-1982).
Преминуо је 5. јуна 2020. у Софији.

## Успеси
ЦСКА Софија
- Прва лига Бугарске (7): 1960/61, 1961/62, 1965/66, 1968/69, 1970/71, 1971/72, 1972/73.
- Куп Бугарске (6): 1961, 1965, 1969, 1972, 1973, 1974.